# El Columpio Asesino
El Columpio Asesino est un groupe espagnol de rock indépendant, originaire de Pampelune, Navarre, actif entre 1999 et 2023.

## Histoire
Le groupe est formé en 1996 par un groupe de jeunes gens de la scène locale de Pampelune, et par les frères Arizaleta (Albaro et Raúl), Unai Medina et Xabier « Txibe » Ibero. Leurs influences viennent de groupes comme Pixies, Sonic Youth et The Clash. En décembre 1999, ils enregistrent une démo dans laquelle ils précisent le style inclassable et éclectique de leur musique. Un an plus tard, ils remportent le concours Euskadi Gaztea 2000 parrainé par Euskal Irrati Telebista (EITB).
En 2001, ils se classent cinquièmes au concours musical de Bilbao. Ils remportent également le Proyecto Demo 2001 organisé par Radio 3 et le Festival international de Benicàssim qui leur permet d'enregistrer leur troisième démo dans les studios de Radio Nacional de España, de se produire au FIB de cette année-là et d'enregistrer une session pour Los Conciertos de Radio 3 diffusée sur La 2 de Televisión Española le 8 juin de cette année-là.

« Les concours ont été importants pour nous faire connaître dans toute la péninsule, mais ils ne résolvent pas non plus votre vie. En fin de compte, comme tout le reste, la question se résume au travail, au travail, au travail et à un peu de chance. »

— Albaro Arizaleta (IndyRock)
En 2006, ils sortent leur deuxième album, De mi sangre a tus cuchillas.
Leur sixième et dernier album studio, Ataque celeste, sortira chez Oso Polita Records en 2019. La pandémie de Covid-19 les empêche de se produire en concert. En février 2023, après plus de 20 ans de scène, le groupe annonce sa séparation et une dernière série de concerts appelée Amarga baja.

## Discographie

### Albums studio
- 2003 : El columpio asesino (Astro Discos)
- 2006 : De mi sangre a tus cuchillas (Astro Discos)
- 2008 : La gallina (Astro Discos, PIAS Spain)
- 2011 : Diamantes (Mushroom Pillow)
- 2014 : Ballenas muertas en San Sebastián (Mushroom Pillow)
- 2020 : Ataque celeste (Oso Polita Records)

### EP
- 2005 : Lucas 44-48
- 2009 : Dispararé
- 2012 : Mondo Sonoro

### Singles
- 2004 : ¡Ahah...!
- 2004 : Lucas 44-48
- 2011 : Toro
- 2019 : Huir
- 2019 : Preparada
- 2020 : Sirenas de mediodía
- 2021 : Que no
- 2022 : La niña chica